# The Terrible Kids
The Terrible Kids je americký němý film z roku 1906. Režiséry jsou Wallace McCutcheon (1858–1918) a Edwin S. Porter (1870–1941). Film trvá zhruba 7 minut.

## Děj
Dva chlapci a jejich pes způsobí svými vtipy chaos. Když kluky po dlouhém pronásledování zajme policie, pes zasáhne a osvobodí je.